# The Stanley Brothers
The Stanley Brothers, bestaande uit Carter (17 augustus 1925 - 1 december 1966) en Ralph Stanley (25 februari 1927 - 23 juni 2016) waren een Amerikaans countryduo. De broers behoorden tot de belangrijkste vertegenwoordigers van bluegrass.

## Geschiedenis
Geboren in Dickenson County, Virginia, groeiden de Stanley Brothers op in een muzikaal gezin, omdat hun vader zong en hun moeder banjo speelde. De familie verhuisde al snel naar de Clinch Mountains, waar ze een kleine boerderij runden. Carter en Ralph kwamen al vroeg in aanraking met countrymuziek, als kinderen luisterden ze vaak naar opnamen van The Monroe Brothers en de wekelijkse Grand Ole Opry, de meest succesvolle radioshow van Amerika. Toen ze jong waren, traden ze voor het eerst publiekelijk op in hun woonplaats. Nadat ze waren afgestudeerd aan de middelbare school, werden ze opgeroepen voor het leger, waar ze vochten in de Tweede Wereldoorlog.
Nadat ze in 1946 uit het leger waren vrijgelaten, richtten ze de Clinch Mountain Boys op. Een paar maanden lang regisseerden ze hun eigen programma op het WNVA-radiostation in Norton (Virginia) en vervolgens in Bristol (Tennessee) op WCYB. Hier verschenen ze voor het eerst officieel als The Stanley Brothers. Kort daarna kregen de broers een platencontract bij het kleine label Rich-R-Tones Records. Haar eerste opnamen verschenen in 1947, die nog in Hillbilly-stijl waren. Nadat ze door de zuidelijke staten waren gereisd en in verschillende radioprogramma's verschenen, begonnen ze langzaam hun eigen stijl te ontwikkelen. Met een mix van vioolstukken, Hillbilly-muziek en Bill Monroe's nieuw gecreëerde bluegrass, creëerden ze hun kenmerkende bluegrass-sound. Daarnaast speelden veel bekende muzikanten zoals Pee Wee Lambert, Chubby Anthonie en Curly Lambert in hun band.
In 1948 verhuisden ze naar het grote Columbia Records, waar ze drie jaar bleven. In 1951 kreeg Ralph Stanley een ernstig auto-ongeluk, waarvan hij herstelde. Tijdens zijn herstel nam Carter op met de Bill Monroe. In 1953 tekenden de Stanley Brothers een contract bij Mercury Records. Gedurende deze tijd hadden ze hun grootste successen, enkele van hun bekendste nummers zijn How Far to Little Rock, Ridin ’that Midnight Train en Man of Constant Sorrow, die het themaliedje vormde voor de film O Brother, Where Art Thou? uit 2000. Begin jaren 1960 stapten ze over naar King Records. Ondertussen verhuisden ze naar Live Oak (Florida), waar ze de wekelijkse WNER Suwanee River Jamboree-radioshow leidden. Ze waren ook lid van de KWKH Louisiana Hayride en de WBRM Carolina Barn Dance. Maar ondanks hun vele activiteiten en optredens, kwamen de twee broers in financiële moeilijkheden. Hun verkoop daalde gestaag en Carter Stanley werd alcoholist door het aanhoudende falen. In 1966 toerden The Stanley Brothers ook door Duitsland als onderdeel van het Amerikaanse bureau Lippmann en Rau's American Folk Blues Festival.
Carter Stanley overleed op 1 december 1966 op 41-jarige leeftijd. Zijn dochter Jeannie droeg haar eerste album op aan haar overleden vader. Ralph Stanley bleef optreden, zijn zoon is ook bluegrass-muzikant. In 1992 werden de Stanley Brothers opgenomen in de International Bluegrass Music Hall of Honour. Sinds Lincoln Memorial University in Tennessee Ralph Stanley in 1976 een eredoctoraat heeft toegekend, werd hij in het bluegrass-circuit Dr. Ralph Stanley genoemd. 2014 werd hij geëerd door de Yale University. Ralph Stanley overleed op 23 juni 2016 op 89-jarige leeftijd.

## Discografie
| Jaar                 | Titel                                                               | Opmerkingen                                                    |
| -------------------- | ------------------------------------------------------------------- | -------------------------------------------------------------- |
| Rich-R-Tones Records |                                                                     |                                                                |
| 1947                 | Molly and Tenbrooks / Rambler's Blues                               |                                                                |
| 1947                 | Girl Behind The Bar / Mother No Longer Awaits Me At Home            |                                                                |
| 1948                 | Little Glass Of Wine / Little Maggie                                |                                                                |
| 1949                 | Jealous Love / Our Darlings Gone                                    |                                                                |
| 1952                 | Are You Waiting Just For Me / Little Girl and The Dreadful Snake    |                                                                |
| 1952                 | Little Birdie / Little Glass of Wine                                |                                                                |
| Columbia Records     |                                                                     |                                                                |
| 1949                 | The White Dove / Gathering Flowers For The Master's Bouquet         |                                                                |
| 1949                 | Let Me Be Your Friend / Little Glass Of Wine                        |                                                                |
| 1949                 | It's Never Too Late / Angels Are Singing                            |                                                                |
| 1950                 | Vision Of Mother / Have You Someone                                 |                                                                |
| 1950                 | Fields Have Turned Brown / The Old Home                             |                                                                |
| 1950                 | Too Late To Cry / I Love No One But You                             |                                                                |
| 1950                 | We'll Be Sweethearts In Heaven / The Drunkard’s Hell                |                                                                |
| 1950                 | Hey! Hey! Hey! / Pretty Polly                                       | B-kant uitgebracht als Clinch Mountain Clan & Stanley Brothers |
| 1951                 | Man of Constant Sorrow / Lonesome River                             |                                                                |
| 1952                 | The Wandering Boy / Sweetest Love                                   |                                                                |
| 1954                 | Gathering Flowers For The Master's Bouquet / ?                      | Columbia Hall of Fame Series-publicatie                        |
| Mercury Records      |                                                                     |                                                                |
| 1953                 | I'm Lonesome Without You / This Weary Heart You Stole Away          |                                                                |
| 1953                 | Our Last Goobye / Say Won't You Be Mine                             |                                                                |
| 1954                 | I Long To See The Old Folks / Voice From On High                    |                                                                |
| 1954                 | Could You Love Me (One More Time) / Memories Of Mother              |                                                                |
| 1954                 | Dickson County Breakdown / Poison Lies                              |                                                                |
| 1954                 | Blue Moon of Kentucky / I Just Got Wise                             |                                                                |
| 1954                 | Calling From Heaven / Harbor Of Love                                |                                                                |
| 1955                 | Hard Times / I Worship You                                          |                                                                |
| 1955                 | So Blue / You'd Better Get Right                                    |                                                                |
| 1955                 | Lonesome And Blue / Orange Blossom Special                          |                                                                |
| 1955                 | I Hear My Savior Calling / Just A Little Talk With Jesus            |                                                                |
| 1956                 | Big Tilda / Nobody's Love Is Like Mine                              |                                                                |
| 1956                 | Baby Girl / Say You'll Take Me Back                                 |                                                                |
| 1957                 | The Flood / I'm Lost I'll Never Find The Way                        |                                                                |
| 1957                 | Cry From The Cross / Let Me Walk, Lord, By Your Side                |                                                                |
| 1957                 | Fling Ding / Loving You Too Well                                    |                                                                |
| 1958                 | I'd Rather Be Forgotten / If That's The Way You Feel                |                                                                |
| 1958                 | I'll Grow Never Tired Of You / No School Bus In Heaven              |                                                                |
| 1958                 | Gonna Paint The Town / That Happy Night                             |                                                                |
| 1958                 | Christmas Is Near / Holiday Pickin’                                 |                                                                |
| 1959                 | Maple On The Hill / Trust Each Other                                |                                                                |
| 1959                 | Another Night / Highway Of Regret                                   |                                                                |
| 1960                 | Little At A Time / Ridin' That Midnight Train                       |                                                                |
| 1960                 | Gathering Flowers For The Master's Bouquet / Rank Stranger          |                                                                |
| 1961                 | God Gave You To Me / Little Maggie                                  |                                                                |
| 1961                 | Don’t Go Out Tonight / If I Lose                                    |                                                                |
| 1961                 | Carolina Mountain Home / Few More Seasons                           |                                                                |
| 1962                 | Choo Choo Comin’ / Come All Ye Tenderhearted                        |                                                                |
| King Records         |                                                                     |                                                                |
| 1958                 | She's More To Be Pitied / Train 45                                  |                                                                |
| 1958                 | Midnight Ramble / Love Me Darling Just Tonight                      |                                                                |
| 1959                 | Keep A Memory / Mastertone March                                    |                                                                |
| 1959                 | How Can we Thank Him / That Home Far Away                           |                                                                |
| 1959                 | The Memory Of You Smile / Swanee River Hoedown                      |                                                                |
| 1959                 | White Dove / Mother's Footstep Guide Me On                          |                                                                |
| 1959                 | Mountain Girls Can Love / A Man Of Constant Sorrow                  |                                                                |
| 1959                 | Sunny Side Of The Mountain / Shenandoah Waltz                       |                                                                |
| 1960                 | How Far To Little Rock? / Heaven Seems So Near                      |                                                                |
| 1960                 | When Jesus Beckons Me Home / Pass Me Not                            |                                                                |
| 1960                 | Mountain Dew / Old Rattler                                          |                                                                |
| 1960                 | Sweeter Than Flowers / Next Sunday Darling Is My Birthday           |                                                                |
| 1960                 | Mother Left Me Her Bible / Over On Glory Land                       |                                                                |
| 1960                 | Daybreak In Dixie / Finger Poppin' Time                             |                                                                |
| 1960                 | Old Love Letter / Little Benny                                      |                                                                |
| 1961                 | The Angel Of Death / Jordan                                         |                                                                |
| 1961                 | The Window Up Above / The Wild Side of Live                         |                                                                |
| 1961                 | Little Bessie / Village Church Yard                                 |                                                                |
| 1961                 | I'll Take The Blame / I'd Worship You                               |                                                                |
| 1961                 | There Is A Trap / Fast Express                                      |                                                                |
| 1961                 | Jacob's Vision / Thy Burdens Are Greater Than Mine                  |                                                                |
| 1962                 | Still Trying To Get To Little Rock / String, Eraser and Blooter     |                                                                |
| 1962                 | I'm Only Human / Keep Them Cold Icy Fingers Off Of Me               |                                                                |
| 1962                 | My Deceitful Heart / Drunkard's Dream                               |                                                                |
| 1962                 | I Just Came From Your Wedding / Mama Don't Allow                    |                                                                |
| 1963                 | Who Will Sing For Me? / Drinking From The Fountain                  |                                                                |
| 1963                 | Old And Only In The Way / Six Months Ain't Long                     |                                                                |
| 1963                 | Memories Of Mother / Paul and Silas                                 |                                                                |
| 1963                 | Lips That Lie / He Wants To Sleep – The Hogs Ate Him                |                                                                |
| 1963                 | Stone Walls And Steel Bars / Lonesome Night                         |                                                                |
| 1964                 | Don’t Cheat In Our Home Town / I See Through You                    |                                                                |
| 1964                 | A Crown He Wore / John Three Sixteen                                |                                                                |
| 1964                 | Train 45 / I Just Stood There                                       |                                                                |
| 1964                 | How Bad I Do Feel / Bully Of The Town                               |                                                                |
| 1964                 | He's Passing His Way / Shoutin' On The Hills Of Glory               |                                                                |
| 1964                 | He's Passing His Way / Shoutin' On The Hills Of Glory               | Opnieuw uitgebracht                                            |
| 1964                 | Five String Drag / Shout Little Lucie                               |                                                                |
| 1965                 | How You've Tortured My Mind / Rollin' On Rubber Wheels              |                                                                |
| 1966                 | End Of The Road / Pray For The Boys                                 |                                                                |
| 1966                 | Never Again / Prayer Of A Truck Driver's Son                        |                                                                |
| 1966                 | Soldier's Grave / Take Me Home                                      |                                                                |
| 1966                 | God's Highway / I Feel Like Going Home                              |                                                                |
| 1967                 | Little Birdie / Whiskey                                             |                                                                |
| 1968                 | Hills Of Roan County / I Don’t Want You Ramblin' Letters            |                                                                |
| 1969                 | I'll Just Go Away / Midnight Ramble                                 |                                                                |
| 1973                 | How Far To Little Rock / Little Maggie                              |                                                                |
| 1977                 | Love Me Darling Just Tonight / Next Sunday, Darling, Is My Birthday |                                                                |